# Туберкулёз в России
Туберкулёз — одна из острых медико-социальных проблем России. На конец 2023 года в России насчитывалось более 79 тысяч человек, состоящих на учёте в противотуберкулёзных диспансерах; впервые в 2023 году заболевание было выявлено у 52 тысяч человек. Россия входит в тройку стран с наибольшим распространением устойчивых форм заболевания. При этом эпидемиологическая ситуация в стране ежегодно улучшается, а по темпам снижения смертности от туберкулёза Россия входит в число мировых лидеров, благодаря чему по итогам 2021 года решением ВОЗ Россия исключена из перечня стран с высоким влиянием туберкулеза.

## История

### Российская империя
В России случаи заболевания туберкулёзом известны со Средних веков. Предположительно, им был болен великий князь Святослав Ярославич. До XVII века в русских источниках эта болезнь фигурирует под названиями «злая сухота», «сухотка», впоследствии — «чахотка». В России, как и в европейских странах, широкое распространение чахотки произошло во второй половине XIX века на фоне роста промышленности и притока населения в города, где люди жили зачастую в условиях антисанитарии и скученности. Российский врач-терапевт Григорий Сокольский, один из ведущих исследователей лёгочной чахотки, отмечал, что эта болезнь наиболее характерна для бедняков, живущих в подвалах или сырых помещениях, и выполняющих тяжёлую работу — в особенности, сопряжённую с дыханием загрязнённым пылью воздухом (каменщики, портные, сапожники). Кроме того, достаточно высока была заболеваемость туберкулёзом в Русской армии: по различным данным, в 1890-е годы болезнь была диагностирована у 2,4 %—3,5 % военных.
В XIX—XX веках в России чахотка была распространённой причиной смерти. В 1880-х-1890-х годах среди городского населения Российской империи в среднем каждый десятый умирал от туберкулёза. От этой болезни умерли и некоторые известные деятели культуры: Антон Чехов, Виссарион Белинский, Николай Добролюбов, Илья Ильф, Кузьма Петров-Водкин. Чахотка описывается во многих произведениях русской литературы, в которых её жертвами становятся их герои. При этом зачастую в них этой болезни придаётся романтизированный оттенок, связанный с распространением в ту эпоху (до начала урбанизации) представления о чахотке, как о «благородной» болезни.

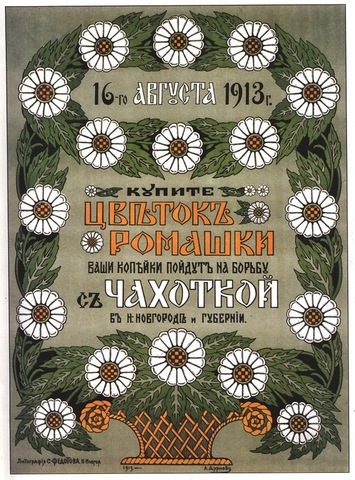
Благотворительный плакат. Россия, 1913 год. День белой ромашки — день помощи больным туберкулёзом

Ряд российских учёных внесли значимый вклад в мировое изучение туберкулёза и совершенствование его лечения. К примеру, Илья Мечников исследовал биологические свойства возбудителя болезни и занимался теоретическим обоснованием антибактериальных методов лечения. Изучением патогенеза, клиники и лечения туберкулёза занимались также Николай Пирогов, Иван Сеченов, Сергей Боткин. В 1904 году Алексей Абрикосов впервые описал картину состояния лёгких на рентгенограмме при начальных стадиях заболевания.
В 1891 году «Русское общество охранения народного здравия» создало комиссию по изучению мер борьбы с чахоткой лёгких. Комиссия предлагала определённые методы борьбы с болезнью: в частности, создание сети приютов для больных, разработку профилактических санитарных мер (дезинфекция помещений, надзор за пищевыми предприятиями, санитарное содержание больниц). При Пироговском обществе в 1900 году была организована временная, а в 1902 году постоянная комиссия по изучению туберкулёза, а в 1903 году такая комиссия была создана при Медицинском Совете Министерства внутренних дел. В 1904 году в Москве была открыта первая в стране амбулатория для туберкулёзных больных, а к 1913 году их было уже 67, а также 45 противотуберкулёзных санаториев, 8 из которых — детские. К 1913 году смертность от туберкулёза в Российской империи составляла около 400 случаев на 100 тысяч человек ежегодно, а затем стала снижаться, и в 1917 году составляла около 300 на 100 тысяч. При этом государственной программы по борьбе с заболеванием в дореволюционной России не существовало.

### СССР
25 октября 1918 года в Народном комиссариате здравоохранения РСФСР была учреждена секция борьбы с туберкулёзом, которая затем поставила перед собой задачи как борьбы с самой болезнью, так и распространения профилактических мер. 30 ноября 1918 года был создан Первый советский институт туберкулёза, а в 1921 году в Московском университете была учреждена первая в стране кафедра туберкулёза. В 1920-е годы в стране было создано 15 туберкулёзных институтов в 15 городах. С 1923 года стал издаваться журнал «Вопросы туберкулёза» (ныне «Туберкулёз и болезни лёгких»).
В 1920-е годы заболеваемость туберкулёзом в России и СССР существенно снизилась в сравнении с предыдущими десятилетиями, и составляла уже около 20—30 случаев на 100 тысяч человек в год среди городского населения, а смертность от туберкулёза к концу 1930-х годов сократилась в 2,5 раза в сравнении с 1913 годом. В борьбу с заболеванием было введено значительно больше лечебно-профилактических элементов. К 1940 году в СССР действовало 18 НИИ туберкулёза, 1687 туберкулёзных диспансерных учреждения (в том числе, 554 самостоятельных диспансера), более 100 тысяч коек в больницах и санаториях для больных туберкулёзом. После Великой Отечественной войны их количество продолжило увеличиваться. В 1948 году было принято постановление Совета министров СССР «О мероприятиях по снижению заболеваемости туберкулёзом», после которого в стране стал широко распространяться флюорографический метод обследования населения, а также противотуберкулёзная вакцинация. В 1950-е годы обследование на туберкулёз проходило до 50 миллионов человек ежегодно. С 1960 года была введена обязательная вакцинация всех детей, студентов и работников медицинских учреждений в возрасте до 30 лет. В результате в СССР значительно выросло количество случаев выявления туберкулёза на ранних стадиях. В 1970-е-1980-е годы темпы снижения заболеваемости туберкулёзом в СССР, как и во всём мире, замедлились.

### Россия
В 1990-е годы заболеваемость туберкулёзом в России стала расти, что объясняется падением уровня жизни, снижением финансирования медицины и, в частности, противотуберкулёзных мероприятий. С 1990 по 1995 год заболеваемость снизилась с 47,7 до 37,7 случаев на 100 тысяч населения в год, после чего начала возрастать, достигнув в 2000 году отметки в 63,3 случая. Росла и смертность от туберкулёза: в период с 1990 по 2001 год количество умерших увеличилось в 2,47 раза — с 9,1 до 19,9 случаев на 100 тысяч человек. С постепенным улучшением экономической обстановки в стране и увеличением финансирования медицины, устойчивое снижение заболеваемости туберкулёзом началось уже в 2010-е, и в 2017 году заболеваемость составила 48,1 случаев на 100 тысяч человек, приблизившись к показателю 1990 года. При этом пик смертности от туберкулёза наблюдался в 2005 году, составив 25 случаев на 100 тысяч, после чего наметилась тенденция к её снижению, и в 2017 году этот показатель составлял уже 6,2 случая на 100 тысяч населения. Среди детей заболеваемость туберкулёзом выросла с 1992 по 2001 год в 2 раза — с 9,4 до 19,1 случаев на 100 тысяч детского населения, затем показатель стабилизировался, а в 2008 году снизился до 15,3 на 100 тысяч, продолжив снижаться и дальше.

## Современная ситуация
Ряд специалистов считает, что скрытую форму туберкулёза (которая может ни разу в жизни не перейти в активную стадию) имеет до 80 процентов россиян.

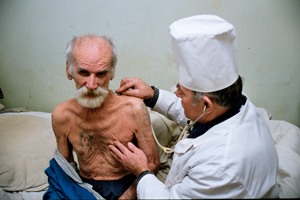
Мужчина с устойчивой формой туберкулёза

Туберкулёз в России является социально обусловленным заболеванием. Ему наиболее подвержены незащищённые слои населения — малоимущие, бездомные, люди с ослабленным иммунитетом. По данным исследований, заболеваемость туберкулёзом в стране коррелирует с безработицей, и именно безработные составляют основную долю людей с впервые выявленным туберкулёзом. В частности, в 2010 году заболеваемость среди безработных составила 850 на 100 тысяч, что в 22 раза выше, чем среди работающих. По состоянию на 2017 год, 2,2 % людей, впервые заболевших туберкулёзом, составляли лица без определённого места жительства. Кроме того, очагами туберкулёза являются места лишения свободы. В 2014 году заболеваемость туберкулёзом среди российских заключённых составила 984 человека на 100 тысяч (в 1999 году этот показатель составлял 4347 на 100 тысяч). Многие заключённые выходят с туберкулёзом на свободу, продолжая распространять болезнь. Специалисты утверждают, что реформирование системы исправительных учреждений является обязательным условием в борьбе с туберкулёзом в стране. Также в группе повышенного риска по заболеваемости туберкулёзом находятся люди, имеющие ВИЧ-инфекцию, и страдающие алкоголизмом и наркоманией. В настоящее время около 20 % пациентов с впервые выявленным туберкулёзом имеет ВИЧ-инфекцию.
По итогам 2021 года решением ВОЗ Россия исключения из числа стран с наименее благоприятной обстановкой по распространению туберкулёза впервые после резкого ухудшения ситуации в 1990-е годы. Наряду с Китаем и Индией, Россия входит в тройку лидеров по количеству случаев устойчивых форм туберкулёза. По данным Министерства здравоохранения, в 2023 году фиксировалось 29,6 случаев заболевания туберкулёзом на 100 тысяч населения — 43 тысячи новых больных (на 22 тысячи меньше, чем в 2018 году, и в два раза меньше, чем в 2014). Наихудшая эпидемиологическая ситуация наблюдается в Туве (158,6) и Чукотском автономном округе (112,7), наилучшая — в Ненецком автономном округе (7,2) и Рязанской области (10,5). 
Смертность от туберкулёза до 2014 года составляла более половины случаев смерти от инфекционных заболеваний в России, тогда как в 2023 году — менее 15 %. Пик смертности от туберкулёза в постсоветской России наблюдался в 2005 году, когда от болезни в стране умерло 32,2 тысячи человек, что составило 25 случаев на 100 тысяч (или около 80 % от всех умерших от инфекционных заболеваний). С 2006 года смертность от туберкулёза стала устойчиво снижаться, достигнув в 2023 году показателя в 3,5 случаев на 100 тысяч (5,1 тысяч человек). В 2010-е Россия стала мировым лидером по темпам снижения смертности от туберкулёза. С 2010 по 2020 год смертность от этой болезни снизилась более чем в 3 раза при среднем общемировом показателе в 30 %.

## Законодательство и государственная политика
Государственную политику в области борьбы с туберкулёзом регулирует, в первую очередь, федеральный закон № 77 от 18 июня 2001 года «О предупреждении распространения туберкулёза в Российской Федерации». В августе 2018 года Владимир Путин подписал федеральный закон, уточняющий ФЗ № 77. По новым нормам обязательному диспансерному наблюдению подлежат лица с подозрением на туберкулёз, лица, находящиеся или находившиеся в контакте с источником туберкулёза, а также лица, излеченные от туберкулёза. Состоящие на учёте обязаны среди прочего являться на назначенное врачом обследование и принимать назначенные лекарства.
Уровень государственного финансирования борьбы с туберкулёзом в России — один из наиболее высоких в мире: в 2017 году общий объём финансирования противотуберкулёзных мероприятий в стране составил 84,9 миллиардов рублей (578 рублей на душу населения). В целях профилактики заболевания в России действует введённая в 1960-е годы в СССР практика массовой вакцинации детей, проводящейся путём введения вакцины БЦЖ, а также регулярной постановки туберкулиновых проб (реакция Манту). Тем не менее в различных регионах в последние годы наблюдаются перебои с закупками и поставками лекарственных средств: в 2017 году сообщалось о нехватке препаратов для терапии туберкулёза в Новосибирске, в 2019 — о нехватке вакцин БЦЗ и проб Манту в больницах и детских поликлиниках Саратова.
В России действует широкая сеть противотуберкулёзных учреждений, в число которых также входит несколько научно-исследовательских институтов. Широко распространено флюорографическое обследование пациентов. Оно проводится при диспансеризации, а его регулярное прохождение является обязательным для представителей ряда профессий — работников пищевой промышленности и общественного питания, детских, лечебных и социальных учреждений, работников с вредными производственными факторами, военнослужащих и сотрудников силовых структур. На данный момент, своевременность выявления туберкулёза в России составляет около 60 %.
В 2018 году сообщалось, что Национальный исследовательский центр эпидемиологии и микробиологии с 2010 года разрабатывает новую вакцину от туберкулёза, которая придёт на замену БЦЖ. В конце 2017 закончился первый этап клинических исследований на 60 добровольцах. Планировалось, что в 2019 году новую вакцину подадут на регистрацию в Росздравнадзор.

## Стигматизация туберкулёза
В российском обществе широко распространёно мнение о туберкулёзе как болезни, свойственной почти исключительно социально неблагополучным группам населения и не угрожающей всем остальным. Причина в логической ошибке, основанной на наблюдении, что представители неблагополучных слоёв составляют значительную долю больных туберкулёзом. Кроме того, туберкулёз в России имеет высокую социальную стигматизацию, из-за чего многие больные стремятся скрыть факт наличия этой болезни, в том числе перенесённой в прошлом, у себя или у близких родственников. Попытка скрыть болезнь от себя, родных и общества отрицательно влияет и на эпидемиологическую ситуацию, и на смертность. Также существует стереотип, основанный на образе чахоточных больных из классической литературы, о симптомах туберкулёза, обязательно выражающихся в виде выделения мокроты и кровохарканья, хотя подобная симптоматика проявляются на поздних стадиях, когда вылечить туберкулёз гораздо сложнее. В результате, стереотипы и стигматизация туберкулёза в России являются факторами, замедляющими улучшение эпидемиологической обстановки по этому заболеванию.

## Помощь и социальная реабилитация
Количество благотворительных организаций, специализирующихся на туберкулёзе, в России невелико. Большая часть из них специализируется на больных детях. К примеру, Российский детский фонд с 2012 года реализует программу «Детский туберкулёз», в рамках которой помогает медицинским учреждениям, в которых лечатся дети, больные туберкулёзом, а также непосредственно самим детям. С 1998 года в России действует американская благотворительная организация «Партнёры во имя здоровья», делающая упор на борьбу с туберкулёзом. Организация оказывает помощь больным всех возрастов. В Иркутске действует благотворительный фонд «TAC Care Foundation», специализирующийся на поддержке больных ВИЧ, СПИД, онкологическими заболеваниями, а также туберкулёзом.